# گابریلا دوریو

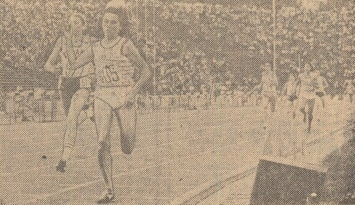
گابریلا دوریو (دونده جلو) - ۱۹۸۱

گابریلا دوریو (ایتالیایی: Gabriella Dorio؛ زادهٔ ۲۷ ژوئن ۱۹۵۷) دونده دو نیمه‌استقامت پیشین اهل ایتالیا و برنده طلای المپیک است. او در مسابقات بین‌المللی دو و میدانی، دو مدال در سطح بزرگسالان کسب کرده است.